# Autobahn (album)
 For alternative betydninger, se Autobahn. (Se også artikler, som begynder med Autobahn)
Autobahn (på dansk 'Motorvej') er et album af den tyske gruppe Kraftwerk. Albummet udkom i 1974, og blev produceret af Conny Plank. Albummet blev udgivet i 1974 under Philips pladelabel. I 1985 købte Warner Bros. rettighederne og genudgav albummet.

Den 22.24 minutter lange titelsang Autobahn er et af Kraftwerks mest kendte, og var den første af mange sange der koncentrerede sig om et bestemt tema.

Autobahn var på mange måder et vendepunkt for Kraftwerk. Albummet var et brud med den krautrock-orienterede stil der havde kendetegnet de tre forgående plader. Kraftwerk begyndte at bruge keyboards og syntheseizere i stedet for konventionelle instrumenter, og albummet blev det sidste hvor guitaristen Klaus Roeder medvirkede. Samarbejdet med produceren Conny Plank ophørte ligeledes efter pladens udgivelse, idet gruppen begyndte at producere deres plader selv i Kling Klang studiet i Düsseldorf.

## Album cover
Coveret blev malet af Emil Schult, en ven af bandet, der også illustrerede plakaten der følger med Kraftwerks tredje album Ralf und Florian.
 Maleriet forestiller en firesporet motorvej i et idylliseret tysk landskab med bjerge og solnedgang i horisonten. På vejen kører en Mercedes Limousine og en Folkevogn.

## Spor
Side 1:

1. Autobahn (22:42)

Side 2:

1. Kometenmelodie 1 (6:20)
2. Kometenmelodie 2 (5:45)
3. Mitternacht (3:40)
4. Morgenspaziergang (4:00)